# جديده إسلر
جديده إسلر: جديدة سي إسلر هي عالمة أمريكية تتخصص في الفيزياء الفلكية ومعلمة ومناصرة نشطة في التنوع العلمي، أصبحت اول إمراه من أصل أمريكي-افريقي تحصل على شهادة الدكتوراه في الفيزياء الفلكية من جامعة ييل عام 2014.
تعمل حاليًا كمساعدة أستاذ جامعي في كلية دارتماوث وتتناول أبحاثها الثقوب السوداء ذات الحجم الهائل شديدة النشاط وتدرس التيارات النفاثة الناجمة عنهم.
في شهر نوفمبر عام 2020 تم تعيين إسلر عضوًا في فريق مراجعة الوكالة الانتقالية الرئاسية لجو بايدن لدعم الجهود الانتقالية المتعلقة بالإدارة الوطنية للملاحة الجوية والفضاء.

## النشأة والتعليم
نشأت إسلر في شلالات نياجارا في نيويورك ثم إنتقلت في وقت لاحق إلى مدينة فرجينيا بيتش في ولاية فرجينيا، بدأ اهتمامها في علم الفلك في عمر الحادية عشر او الثانية عشر عاماً. باستخدام التلسكوب الذي كان هدية يوم ميلادها من اختها.
لقد بَدأت في النظر الى النجوم ودراستها للحصول على مهنة احترافية في مجال علم الفلك. قبل فترة قصيرة من مغادرتها للالتحاق بالجامعة، غادر والد إسلر العائلة مما تسبب في بعض الإضطرابات المالية التي تهدد بِقَطَع دراستها.
نظرًا لأن جامعتها لا يوجد فيها تخصص علم الفلك، قررت إسلر الحصول على شهادة البكالوريوس في الفيزياء خلال فترة دراستها الجامعية وأكملت العديد من الفرص التدريبية الداخلية والبحوث الصيفية ومشاريع متعلقة بعلم الفلك، تخرجت بامتياز ببكالوريوس في العلوم من معهد دوزوريتز الوطني للرياضيات والعلوم التطبيقية (دينماس) بجامعة ولاية نورفولك" وهو برنامج يهدف إلى تنمية علماء الأقليات الذين يرغبون في إكمال تعليمهم في الدراسات العُليا.
بعد حصولها على درجة البكالوريوس في الفيزياء، حصلت على الماجستير في الأدب من جامعة فيسك تحت إشراف كيفان ستاسون وبعد ذلك حصلت على درجة الماجستير في الفيزياء من جامعة ييل، أصبحت من الثلاث الأعضاء الأوائل في برنامج فيسك فاندربلت للتجسير من الماجستير للدكتوراه وهو برنامج مصمم لزيادة عدد النساء والأقليات للحصول على درجة متقدمة في العلوم، والتكنولوجيا، والهندسة والرياضيات. يحصل الطلاب من خلال هذا البرنامج على درجة الماجستير من جامعة فيسك ثم ينتقلون إلى جامعة فاندربلت ليحصلون على الدكتوراه، ومع ذلك قررت إسلر الذهاب إلى جامعة ييل للحصول على درجة الدكتوراه.
في عام 2014  حصلت على درجة الدكتوراه من جامعة ييل في علم الفلك حيث درست الفيزياء الفلكية وتحديدًا البحوث المتعلقة بالثقوب السوداء. أصبحت اول امرأة أمريكية من أصل افريقي تحصل على الدكتوراه من جامعة ييل. في الفيزياء الفلكية؛ وفي عام 2014 قامت إسلر بنشر رسالة الدكتوراه الخاصة بها (داخل مثل الحمل، خارج مثل الأسد، فحص اتصال القرص النفاث في فيرمي غاما-راي الساطعة في الثقوب السوداء)، والتي حصلت على جائزة أطروحة روجر دوكسسي من الجمعية الفلكية الأمريكية.
في مقابلة مع فانتي فير استشهدت بقدوات لها مثل الدكتورة ماي جيمسون والدكتورة بيث بروان ووالدتها.

## مهنة أكاديمية
بعد حصولها على درجة الدكتوراه، واصلت إسلر اجراء أبحاثها من خلال عدد التكاليف البحثية لما بعد الدكتوراه وفي الفترة من 2013 الى 2015 حصلت على الزمالة في هيئة التدريس لمدة عامين في جامعة سيراكوز، مُنحت في عام 2014 زمالة قادة هيئة التدريس المستقبليين في مركز الفيزياء الفلكية في هارفرد وسميثسونيان، ثم بعد ذلك فازت بمنحة ما بعد الدكتوراه من مؤسسة العلوم الوطنية لعلم الفلك والفيزياء الفلكية لعام 2015 لدعم ابحاثها في قسم الفيزياء وعلم الفلك في جامعة فاندربلت. في عام 2015 حصلت إسلر على زمالة تيد. وهي مستكشفة ناشئة في مجلة ناشونال جيوغرافيك لعام 2016. وفي عام 2017 أصبحت زميلة عُليا في تيد.
تصف إسلر بحثها على النحو التالي: "يُركز بحثي على فهم كيفية قيام الطبيعة بتسريع الجسيمات واستخدام الثقوب السوداء الهائلة في مراكز المجرات الضخمة التي تحرك نفاثات من الجسيمات بسرعة تقارب سرعة الضوء في مختبر ابحاثي من خلال الحصول على ملاحظات عبر النطاق الكهرومغناطيسي: من إشعاعات الراديوالصوتية والإشعاعات البصرية وحتى أشعة غاما، أقوم بجمع المعلومات كيف ولماذا هذه الثقوب السوداء قادرة على إنشاء مثل هذه المُسرعات الفعالة للجسيمات امتدادًا لفهم الكون بشكل أفضل، كما أنني مهتمة جدا ونشطة في إنشاء مساحات أكثر تكافئًا في العلوم والتكنولوجيا والهندسة والرياضيات للباحثين من أصل افريقي أمريكي على نطاق واسع وبشكل خاص للنساء ذوات البشرة الملونة".
في عام 2019 تم تعيينها كعضو في لجنة الدراسات الاستقصائية العقدية لعلم الفلك والفيزياء لعام 2020 الفريق المعني بحالة المهنة والآثار المجتمعية.

## الدعوة والتواصل في مجالات العلوم والتكنولوجيا والهندسة والرياضيات
أسست إسلر في عام 2015 "الصدارة: محادثات مع نساء ذات ألوان بشرة مختلف في العلوم والتكنولوجيا والهندسة والرياضيات "كمُبادرة مميزة لمؤسسة ستيم في طريقها للتغيير، هي عبارة عن سلسلة تضم مقابلات تستضيفها صدارة ستيم ويتم مناقشة العمل والثقافة الاكاديمية والمهنية بالإضافة الى الأحداث الجارية ومن بين العلماء المميزين بريتني كاماي، دياندريا سلفادور، نايا بتلر كريغ والهدف من هذه الندوة هو انشاء محادثات بين النساء ذوات البشرة الملونة في مجالات العلوم والتكنولوجيا والهندسة والرياضيات، حيث يمكننا الاحتفال بتأكيد هوياتنا واهتماماتنا في مجالات العلوم والتكنولوجيا والهندسة والرياضيات في مكان آمن، قامت إسلربإلقاء ندوتين مشهورتين لبرنامج ملتقى تيد حصدت كل منهما أكثر من 1.5 مليون مشاهدة اعتباراً من ديسمبر 2020 والنصف الثاني من المُلتقى تحدث عن القضايا التقاطعية؛ تحديداً قضية تهميش النساء ذوات الأصل الافريقي في صناعات العلوم والتكنولوجيا والهندسة والرياضيات والتعليم مشيرة إلى ما يلي: وفقاً لأرشيف الدكتورة كلوديا ألكسندر للنساء الأمريكيات من أصل افريقي في الفيزياء، فإن 18 امرأة سمراء فقط في الولايات المتحدة حصلت على الدكتوراه في تخصص متعلق بالفيزياء وأن أول امرأة سمراء تتخرج بدرجة الدكتوراه في مجال متعلق بعلم الفلك فعلت ذلك قبل عام واحد فقط من ولادتي.
في عام 2015 وردًا على تعليقات رئيس المحكمة العلمية الأمريكية جون روبرتس في قضية فيشر ضد جامعة تكساس (2016) التي تساءل فيها "ما هو المنظور الفريد الذي قد يجلبه طالب من الأقلية إلى فصل الفيزياء؟"، كتبت إسلر مقالاً بعنوان "مزايا الطلاب ذوي البشرة السمراء في الفيزياء" في صحيفة نيويورك تايمز.
ظهرت إسلر في مجلة التكنولوجيا والهندسة والرياضيات بملف تعريفي بعنوان "تحية للحارس الجديد لنجوم العلوم في فانتي فير" في عام 2016.
ظهرت إسلر في حلقتين من المسلسل التلفزيوني الوثائقي كيف يعمل الكون، واصفةً الظواهر الفلكية وشرحت نظريات لستيفن هوكينغ والمسلسل التلفزيوني عباقرة الفيزياء الفلكية، كما ظهرت في المسلسل التلفزيوني ناشونال جيوغرافيك المريخ.
ساعدت إسلر في تنظيم إيقاف لبرنامج (ستيم) رداً على مقتل جورج فلويد وغيره من الأمريكيين ذوي البشرة الملونة على يد الشرطة عام 2020، شجعت الحركة العلماء على الإضراب عن العمل الأكاديمي ليوم واحد لصالح التعلم، حول مكافحة العنصرية ووضع خطط لمحاربة العنصرية في مجتمعاتهم ودعم زملائهم السُمر.

## الأوسمة والجوائز
· زمالة تيد العليا في 2017
· وسام الأكثر تأثيرا من أصل مئة امريكي افريقي، 2016.
· مستكشف ناشونال جيوغرافيك، الناشئ 2016.
· ندوة زمالة كافلي لأفاق العلوم، نوفمبر 2015.
· أمين ومضيف مؤتمر تيد، فبراير 2016
· مضيف مؤتمر تيد، 2015
· زمالة تيد، 2015
· جائزة أطروحة روجر دوكسسي من الجمعية الفلكية الأمريكية، يناير 2014
· زمالة أطروحة مؤسسة فورد، أغسطس 2012
· جمعية إدوارد بوشيه الشرفية للخريجين، مارس 2012
· زمالة أبحاث الدراسات العليا لمؤسسة العلوم الوطنية شهر يونيو 2007.
· زمالة ناسا-هارييت ج. جينكينز لما قبل الدكتوراه، يونيو 2007
محددات الفعل